# Relaciones Estados Unidos-Irlanda
Las relaciones Estados Unidos-Irlanda son las relaciones diplomáticas entre los Estados Unidos de América y la República de Irlanda. Según los gobiernos de los Estados Unidos e Irlanda, las relaciones se han basado durante mucho tiempo en lazos ancestrales comunes y valores compartidos. Además del diálogo regular sobre temas políticos y económicos, los gobiernos de EE. UU. e Irlanda tienen intercambios oficiales en áreas como la investigación médica y la educación.
Irlanda sigue una política de neutralidad a través de la no alineación y no es miembro de OTAN, aunque sí participa en la Asociación para la Paz. Sin embargo, en muchas ocasiones Irlanda ha brindado apoyo tácito a Estados Unidos y sus aliados.
En 2012, según un Informe de Liderazgo Global de los Estados Unidos, el 67 % de los irlandeses aprobó el liderazgo de los Estados Unidos de Barack Obama. Esta fue la cuarta calificación más alta de cualquier país encuestado en Europa.

## Historia

### Pre-independencia irlandesa
En 1800 bajo el Acta de Unión (1800), Irlanda se unió políticamente con Gran Bretaña para formar el Reino Unido de Gran Bretaña e Irlanda. Todas las decisiones diplomáticas importantes con respecto a Irlanda se tomaron en Londres. Desde este momento hasta 1922, cuando veintiséis de treinta y dos condados de Irlanda se separaron para formar el Estado Libre de Irlanda (nombre que en 1949 se cambió a República de Irlanda), los asuntos diplomáticos oficiales de los Estados Unidos con Irlanda se llevaron a cabo a través de Londres.

#### Inmigración
Los escoceses-irlandeses fueron algunos de los primeros pobladores de las 13 colonias y jugaron un papel importante en la guerra de la Independencia, además de ser uno de los primeros conductores de ganado en América del Norte. Los irlandeses ejercieron su propia influencia dentro de los Estados Unidos, particularmente a través de la política del Partido Demócrata. Desde 1820 hasta 1860, dos millones de irlandeses llegaron a los Estados Unidos, el 75 % de ellos después de la Gran hambruna irlandesa (o El gran hambre) de 1845-1852. La mayoría de ellos se unieron a los barrios pobres de Irlanda en las ciudades estadounidenses. El hambre afectó a hombres y mujeres irlandeses por igual, especialmente a los más pobres o sin tierra. Alteró las estructuras familiares de Irlanda porque menos personas podían permitirse casarse y criar hijos, lo que provocó que muchos adoptaran un estilo de vida único. En consecuencia, muchos ciudadanos irlandeses estaban menos obligados a cumplir con las obligaciones familiares y podían migrar más fácilmente a los Estados Unidos en la siguiente década.

#### Fenianos
Después de la guerra civil americana, las autoridades en los Estados Unidos que estaban resentidas por el papel del Reino Unido en la guerra miraron hacia otro lado mientras la hermandad feniana planeaba e incluso intentaba una invasión de Canadá. Los Raids Fenian resultaron ser un fracaso pero los políticos irlandeses americanos, un poder creciente en el Partido Demócrata, exigieron más independencia para Irlanda e hicieron anti retórica británica, llamada «torcer la cola de león», un elemento básico de la campaña electoral apela al voto irlandés.

#### De Valera
Éamon de Valera, una figura prominente en el Alzamiento de Pascua y la guerra de la Independencia irlandesa, nació en Nueva York en 1882. Su ciudadanía estadounidense lo salvó de la ejecución por su papel en el Alzamiento de Pascua.
De Valera pasó a ser nombrado presidente de Dáil Éireann, y en mayo de 1919 visitó Estados Unidos en este cargo. La misión tenía tres objetivos: solicitar el reconocimiento oficial de la República de Irlanda, otorgar un préstamo para financiar la labor del Gobierno (y, por extensión, el Ejército Republicano de Irlanda, el IRA), y asegurar la Apoyo del pueblo estadounidense a la república. Su visita duró desde junio de 1919 hasta diciembre de 1920 y tuvo un éxito mixto. Un resultado negativo fue la división de las organizaciones irlando-estadounidenses en facciones pro y anti Valera. De Valera logró recaudar $ 5.500.000 de los partidarios estadounidenses, una cantidad que superó con creces las esperanzas del Dáil. De estos, se dedicaron $ 500.000 a la campaña presidencial estadounidense en 1920, lo que lo ayudó a obtener un mayor apoyo público allí. En 1921 se dijo que ya se habían gastado $ 1.466.000, y no está claro cuándo llegó a Irlanda el saldo neto. El reconocimiento no se produjo en el ámbito internacional. También tuvo dificultades con varios líderes irlandeses-estadounidenses, como John Devoy y el juez Daniel F. Cohalan, quienes se ofendieron por la posición dominante que estableció, prefiriendo mantener su control sobre los asuntos irlandeses en los Estados Unidos.

#### Primera Guerra Mundial
La Armada de los Estados Unidos tenía cinco Estaciones aéreas navales de los Estados Unidos en Irlanda desde 1918-1919. Estas estaciones se establecieron específicamente para proteger a Irlanda y los países vecinos de la agresión submarina beligerante. Los nombres y ubicaciones de estas bases fueron NAS Queenstown, NAS Wexford, NAS Whiddy Island, NAS Berehaven y NAS Lough Foyle.

### Post-independencia irlandesa

#### Reconocimiento estadounidense de Irlanda
La guerra de la independencia irlandesa finalmente terminó con el Tratado anglo-irlandés, que confirmó la partición de Irlanda en el Estado Libre de Irlanda e Irlanda del Norte, este último optó por permanecer como parte de Reino Unido. El Estado Libre de Irlanda cayó rápidamente en la guerra civil irlandesa entre las Fuerzas Pro-Tratado que apoyaron la independencia a través de la partición y las Fuerzas Anti-Tratado que se opusieron a la partición y querían la independencia de toda la isla de Irlanda. Las Fuerzas Pro-Tratado ganaron la guerra civil irlandesa en 1923, y al año siguiente, Estados Unidos reconoció al Estado Libre de Irlanda y estableció relaciones diplomáticas con él.

#### Segunda Guerra Mundial
Irlanda fue oficialmente neutral durante la Segunda Guerra Mundial, pero el 2 de septiembre de 1939 declaró el estado de emergencia oficial y el Ejército se movilizó. A medida que avanzaba la Emergencia, se compraron más y más nuevos equipos para la fuerza en rápida expansión del Reino Unido y los Estados Unidos, así como algunos fabricados en el hogar. Mientras duró la Emergencia, Irlanda, aunque formalmente neutral, apoyó tácitamente a los Aliados de varias maneras. El mar de Irlanda fue minado. El personal militar alemán que acababa en territorio irlandés fue internado en el Curragh junto con los militares de las potencias beligerantes, mientras que los aviadores y marineros aliados que se estrellaron en Irlanda fueron a menudo repatriados, generalmente moviéndolos en secreto a través de la frontera a Irlanda del Norte. G2, la sección de inteligencia del Ejército, desempeñó un papel vital en la detección y arresto de espías alemanes, como Hermann Görtz.

#### Guerra Fría
Durante la Guerra Fría, la política militar irlandesa, aunque aparentemente neutral, estaba sesgada hacia la OTAN. La G2 monitoreaba a comunistas y agentes de gobiernos comunistas que operaban en Irlanda, principalmente a través de embajadas en Dublín, compartiendo información con aliados occidentales. Durante la Crisis de los misiles cubanos, Seán Lemass autorizó la búsqueda de aviones cubanos y checoslovacos que pasan por Shannon y pasó la información a la CIA

#### Tigre Celta
La inversión extranjera directa de EE. UU. en Irlanda ha sido particularmente importante para el crecimiento y la modernización de la industria irlandesa desde 1980, ya que proporciona nueva tecnología, capacidades de exportación y oportunidades de empleo. Durante la década de 1990, Irlanda experimentó un período de rápido crecimiento económico denominado Tigre Celta. Si bien los lazos económicos históricos de Irlanda con el Reino Unido a menudo habían sido objeto de críticas, Peader Kirby argumentó que los nuevos vínculos con la economía de los EE. UU. se encontraron con un "silencio satisfecho". Sin embargo, las voces de la izquierda política han denunciado la filosofía "más cercana a Boston que a Berlín" del 29º gobierno de Dian. Se atribuyó al aumento de la riqueza el aumento de los niveles de delincuencia entre los jóvenes, en particular la violencia relacionada con el alcohol como resultado del aumento del poder adquisitivo. Sin embargo, también fue acompañado por un aumento rápido en la esperanza de vida y calificaciones de calidad de vida muy altas; el país ocupó el primer lugar en el índice de calidad de vida de The Economist de 2005.

#### El conflicto de Irlanda del Norte
El conflicto de Irlanda del Norte causó una tensión en la relación especial entre relaciones Reino Unido-Estados Unidos. En febrero de 1994, el primer ministro británico John Major se negó a responder las llamadas telefónicas de presidente de los Estados Unidos Bill Clinton durante días sobre su decisión de otorgarle al líder Sinn Féin Gerry Adams un visado para visitar Estados Unidos. Adams fue catalogado como terrorista por Londres. El Departamento de Estado de EE. UU., la CIA, el Departamento de Justicia de los Estados Unidos y el FBI se opusieron a la medida por considerar que EE. UU. estaba siendo «blando con el terrorismo» y «podría hacer un daño irreparable a la relación especial». Bajo la presión del Congreso, el presidente esperaba que la visita alentara al IRA a renunciar a la violencia. Mientras que Adams no ofreció nada nuevo, y la violencia se intensificó en pocas semanas, el presidente luego reclamó la reivindicación después del alto el fuego del IRA de agosto de 1994. Para decepción del primer ministro, Clinton levantó la prohibición de los contactos oficiales y recibió a Adams en la Casa Blanca en el Día de San Patricio de 1995, a pesar de que los paramilitares no habían acordado desarmarse.
Los Estados Unidos también se involucraron a sí mismos como intermediarios durante el proceso de paz de Irlanda del Norte, incluido, en 1995, el senador de los Estados Unidos George Mitchell que fue nombrado para dirigir un organismo internacional que proporcionó una evaluación independiente del problema de la clausura, y el presidente Clinton habló a favor del «proceso de paz» en una gran manifestación en el ayuntamiento de Belfast, donde llamó a los «luchadores de IRA» los «hombres de ayer». Mitchell anunció la llegada del Acuerdo de Viernes Santo el 10 de abril de 1998, declarando: «Me complace anunciar que los dos gobiernos y los partidos políticos en Irlanda del Norte llegaron a un acuerdo», y se supo más tarde que el presidente Clinton había llegado a un acuerdo. Una serie de llamadas telefónicas a los líderes del partido para alentarlos a alcanzar este acuerdo.

#### Guerra contra el terrorismo
Las instalaciones aéreas de Irlanda fueron utilizadas por el ejército de los Estados Unidos para la entrega de personal militar involucrado en la invasión de Irak de 2003 a través del Aeropuerto de Shannon. El aeropuerto se había utilizado anteriormente para la  invasión de Afganistán en 2001, así como para la primera guerra del Golfo. El gobierno de la República de Irlanda ha estado bajo presión interna y externa para inspeccionar aviones en el Aeropuerto de Shannon para investigar si contienen o no cautivos en rendición extraordinaria. La policía de Shannon dijo que había recibido instrucciones políticas de no acercarse, buscar o interferir con los aviones estadounidenses sospechosos de estar involucrados en vuelos de entrega extraordinarios. El ministro de Justicia irlandés Dermot Ahern solicitó permiso a EE. UU. para realizar inspecciones aleatorias de los vuelos de EE. UU., para proporcionarle "cobertura" política en caso de que se revelara que los vuelos de entrega habían usado a Shannon; creía que al menos tres vuelos lo habían hecho. Irlanda ha sido censurada por el Parlamento Europeo por su papel en la facilitación de entregas extraordinarias y la adopción de medidas insuficientes o nulas para cumplir sus obligaciones en virtud del CAT de la ONU.

#### Unión Europea
Con la membresía de Irlanda en la Unión Europea, la discusión de las políticas comerciales y económicas de la UE, así como otros aspectos de la política de la UE, también es un elemento clave en la relación entre los EE. UU. e Irlanda. En los últimos años, Irlanda ha intentado actuar como un puente diplomático entre Estados Unidos y la Unión Europea. Durante su 2004 Presidencia del Consejo de la Unión Europea, Irlanda trabajó para fortalecer los lazos entre Estados Unidos y la UE que habían sido tensos por la guerra de Irak, y el ex Taoiseach irlandés John Bruton fue nombrado embajador de la UE en Estados Unidos. En mayo de 2011, el presidente de los Estados Unidos Barack Obama visitó Irlanda.
En 2017, el presidente Donald Trump trató de reformar el código tributario para repatriar a las empresas estadounidenses en el extranjero, y se refirió específicamente a Irlanda en varias ocasiones, declarando "Muchas, muchas compañías van a Irlanda". A pesar de esto, los políticos irlandeses pensaron que la revisión fiscal de los Estados Unidos representaba una pequeña amenaza para la inversión de los Estados Unidos en Irlanda, donde el comisario europeo de Agricultura y Desarrollo Rural Phil Hogan declaró: «Irlanda sigue siendo una base europea lógica y muy atractiva para Negocio americano».

## Lazos económicos

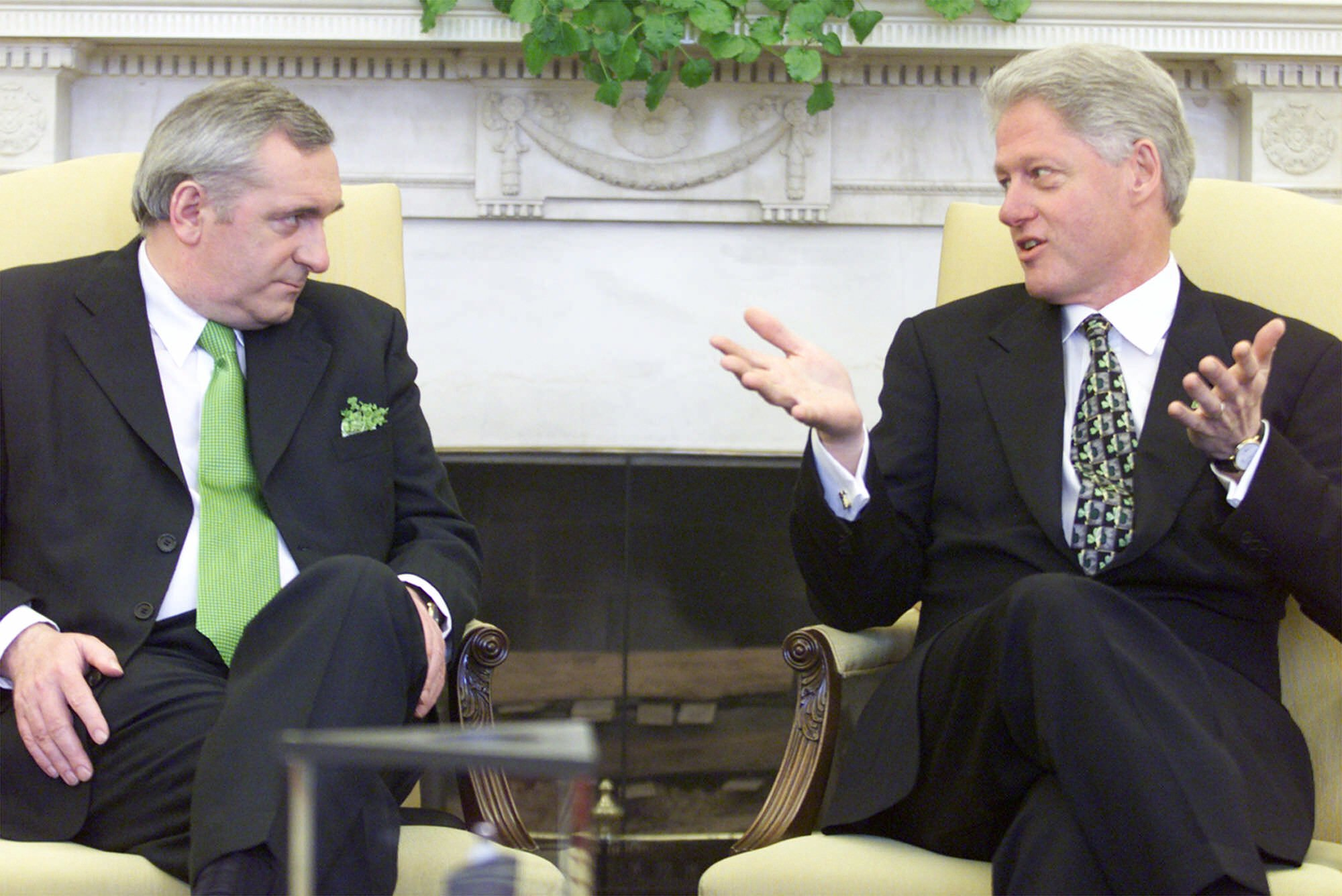
Taoiseach Bertie Ahern se reunió con el presidente Bill Clinton en el despacho Oval en marzo del 2000

Las subsidiarias de las multinacionales estadounidenses se han ubicado en Irlanda debido a la baja tributación y una población educada que habla inglés. Irlanda es el país más rentable del mundo para las corporaciones de EE. UU., según un análisis de la revista fiscal estadounidense Tax Notes. En 2013, Forbes nombró a Irlanda como «el mejor país para los negocios».
Estados Unidos es el mayor socio de exportación de Irlanda y el segundo socio de importación (después del Reino Unido), representando el 23,2 % de las exportaciones y el 14,1% de las importaciones en 2010. También es el mayor socio comercial de Irlanda fuera de la Unión Europea. En 2010, el comercio entre Irlanda y los Estados Unidos valía alrededor de $ 36.250 millones. Las exportaciones de los Estados Unidos a Irlanda se valoraron en $ 7,85 mil millones, mientras que las exportaciones irlandesas a los Estados Unidos valieron alrededor de $ 28,4 mil millones, con Irlanda con un superávit comercial de $ 20,5 mil millones en Estados Unidos. La gama de productos estadounidenses importados a Irlanda incluye componentes eléctricos, ordenadores y periféricos, productos farmacéuticos, equipos eléctricos y piensos. Las exportaciones a Estados Unidos incluyen bebidas alcohólicas, productos químicos y afines, equipos electrónicos de procesamiento de datos, maquinaria eléctrica, textiles y prendas de vestir, y cristalería.
Las principales inversiones estadounidenses en Irlanda hasta la fecha han incluido inversiones multimillonarias por Intel, Dell, Apple Inc, Microsoft, IBM, Wyeth, Quintiles, Google, EMC y Abbott Laboratories. Actualmente, hay más de 600 subsidiarias en EE. UU. que operan en Irlanda, que emplean a más de 100 000 personas y abarcan actividades que van desde la fabricación de productos electrónicos de alta tecnología, productos informáticos, suministros médicos y productos farmacéuticos hasta ventas al por menor, banca y finanzas, y otros servicios. Muchas empresas estadounidenses consideran que Irlanda es un lugar atractivo para fabricar para el mercado de la UE, ya que como miembro de la UE tiene acceso sin aranceles al Mercado Común Europeo. Las políticas gubernamentales generalmente se formulan para facilitar el comercio y la inversión directa interna. La disponibilidad de una fuerza laboral educada, bien entrenada y de habla inglesa y los costos salariales relativamente moderados han sido factores importantes. Irlanda ofrece buenas perspectivas de crecimiento a largo plazo para las empresas de EE. UU. Bajo un innovador programa de incentivos financieros, que incluye donaciones de capital y un tratamiento fiscal favorable, como una tasa impositiva baja para las empresas manufactureras y ciertas firmas de servicios financieros. Las empresas irlandesas ahora están comenzando a proporcionar una gran cantidad de empleos en los EE. UU., por ejemplo, las compañías irlandesas indígenas, particularmente en el sector de alta tecnología, han proporcionado hasta la fecha más de 80 000 empleos para los ciudadanos estadounidenses.[cita requerida]

## Lazos culturales

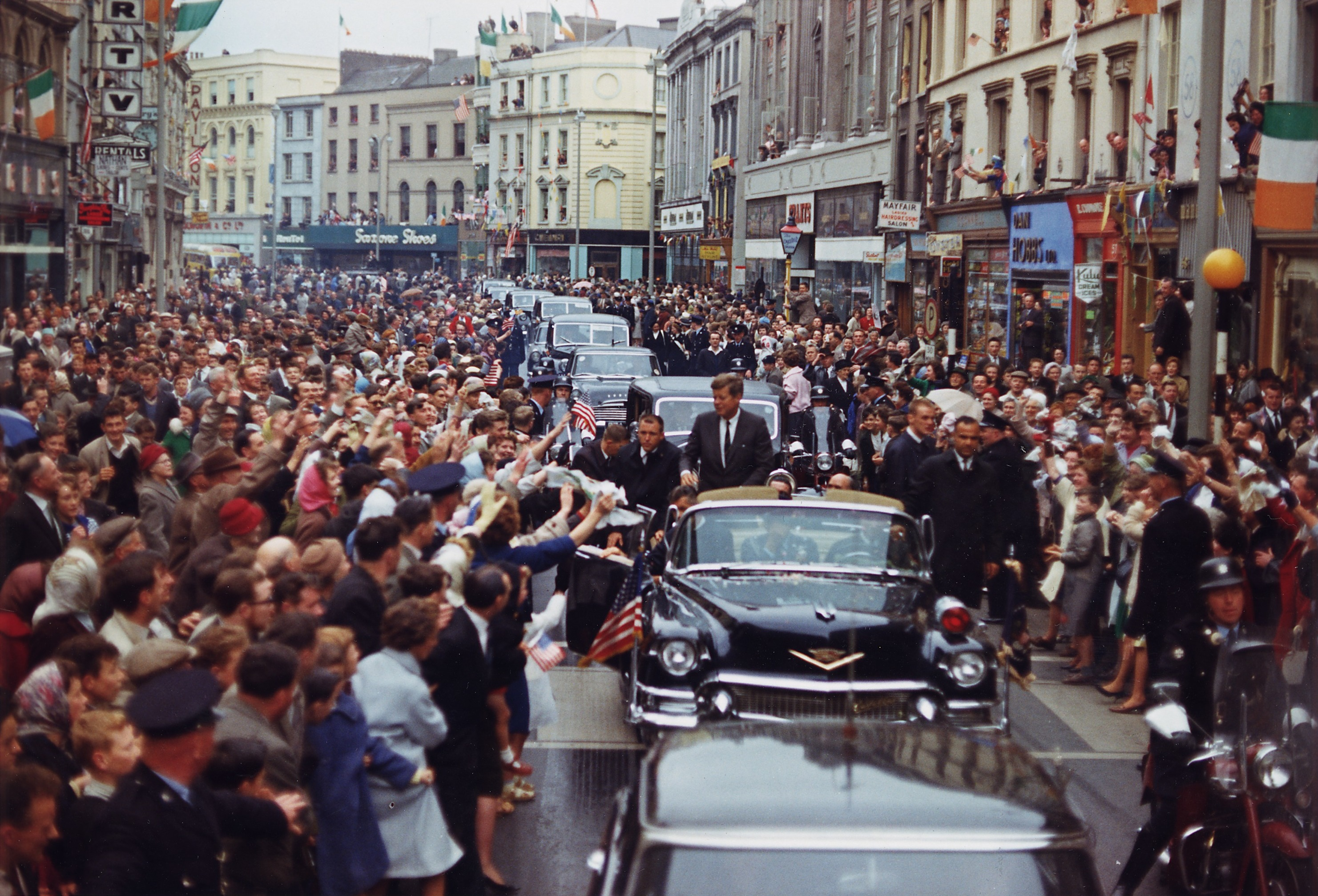
Presidente John F. Kennedy en un comitiva de vehículos en Cork el 27 de junio de 1963

La inmigración irlandesa en Estados Unidos ha desempeñado un papel importante en la cultura de los Estados Unidos. Alrededor de 33,3 millones de estadounidenses, el 10,5 % de la población total, informaron de su ascendencia irlandesa en la Encuesta de la Comunidad Estadounidense de 2013 realizada por la Oficina del Censo de los Estados Unidos. Los irlandeses estadounidenses han realizado muchas contribuciones a la cultura y el deporte estadounidenses. Se cree que Halloween se desarrolló a partir del antiguo festival celta/gaélico de Samhain, que fue introducido en las colonias estadounidenses por los colonos irlandeses.
Algunos de los presidentes de los Estados Unidos tienen orígenes irlandeses. La extensión de la herencia irlandesa varía. Por ejemplo, el padre de Chester A. Arthur y ambos de los padres de Andrew Jackson nacieron en Irlanda, mientras que George W. Bush tiene una ascendencia irlandesa bastante lejana. El padre de Ronald Reagan era de ascendencia irlandesa, mientras que su madre también tenía algunos antepasados irlandeses. John F. Kennedy tenía linaje irlandés en ambos lados. Dentro de este grupo, solo Kennedy se crio como católico practicante. La herencia irlandesa del expresidente Barack Obama se origina en su madre, nacida Ann Dunham, cuya ascendencia es irlandesa e inglesa. Su vicepresidente Joe Biden también es un irlandés-estadounidense.
La emigración, que durante mucho tiempo fue un elemento vital en la relación entre EE. UU. e Irlanda, disminuyó significativamente con el auge económico de Irlanda en los años 1990. Por primera vez en su historia moderna, Irlanda experimentó altos niveles de migración hacia el interior, un fenómeno con consecuencias políticas, económicas y sociales. Sin embargo, los ciudadanos irlandeses continúan la práctica común de tomar la residencia temporal en el extranjero para trabajar o estudiar, principalmente en los Estados Unidos, el Reino Unido, Australia y otros lugares de Europa, antes de volver a establecer carreras en Irlanda. El Programa Visa J1 de Estados Unidos, por ejemplo, sigue siendo un medio popular para que los jóvenes irlandeses trabajen temporalmente en Estados Unidos.

## Misiones diplomáticas residentes
- Estados Unidos tiene una embajada en la Dublín.[46]
- Irlanda tiene una embajada en Washington D. C. y mantiene consulados-generales en Atlanta, Austin, Boston, Chicago, Los Ángeles, Miami, Nueva York y en San Francisco.[47]

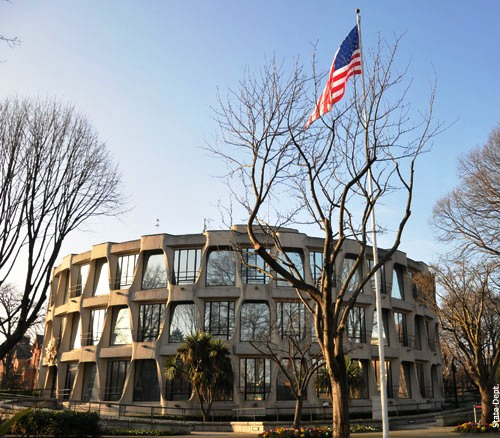
Embajada de Estados Unidos en Dublín.
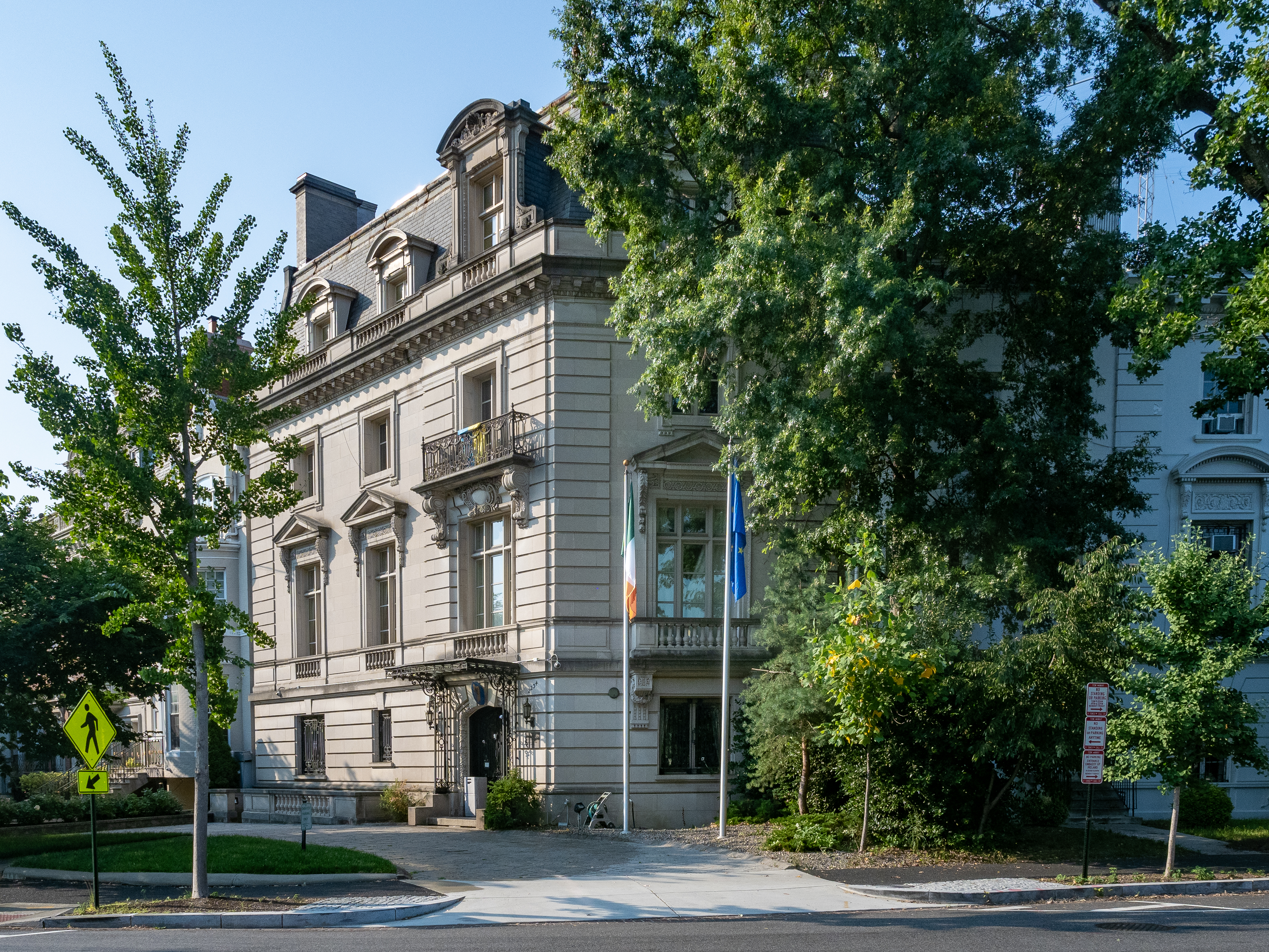
Embajada de Irlanda en Washington, D.C.